# A Man's World (film 1918)
A Man's World è un film muto del 1918 diretto da Herbert Blaché. Sceneggiato da June Mathis, è tratto dalla commedia omonima che andò in scena a Broadway, al Collier's Comedy Theatre, l'8 febbraio 1910 con Mary Mannering nel ruolo di Frankie Ware.

## Trama
A Parigi, la scrittrice Frankie Ware conforta gli ultimi momenti di Alice Ellery, una giovane ragazza americana che muore nel dare alla luce un bambino illegittimo. Frankie torna in patria con il piccolo che lei adotta, poi scrive un libro dove denuncia questo mondo crudele in mano ai maschi. Malcolm Gaskell, il suo editore, si innamora di lei e la chiede in moglie. Il loro fidanzamento entra in crisi però quando Lione Brune, rivale di Frankie, fa balenare il sospetto che il bambino sia figlio della stessa Frankie. L'editore, incattivito e sospettoso, irrompe nell'appartamento della fidanzata per chiederle la verità sul suo rapporto con il piccolo. Lei, vedendolo per la prima volta insieme al bambino e cogliendo tra i due una notevole rassomiglianza, vuole invece sapere se Gaskell abbia mai conosciuto a Parigi Alice. L'uomo, messo alle strette, confessa di essere stato lui il seduttore della giovane americana morta: Frankie, allora, rompe con Gaskell e sposa David Powell, un uomo che l'ama silenziosamente da lungo tempo.

## Produzione
Il film fu prodotto dalla Metro Pictures Corporation

## Distribuzione
Distribuito dalla Metro Pictures Corporation, uscì nelle sale cinematografiche USA il 24 giugno 1918.